# Seongdeok-dong
Seongdeok-dong (koreanska: 성덕동) är en stadsdel i staden Gangneung i provinsen Gangwon i den nordöstra delen av Sydkorea, 170 km öster om huvudstaden Seoul.